# Кларк, Стэнли
Стэ́нли Кларк (англ. Stanley Clarke; 30 июня 1951) — американский бас-гитарист и композитор, вместе с Чиком Кориа являлся одним из основателей джаз-фьюжн группы Return to Forever — первопроходца этого жанра.
Пятикратный лауреат премии «Грэмми» (3 раза как сольный артист, 1 раз с группой Return to Forever и 1 раз с The Stanley Clarke Band)[уточнить]. Дважды номинировался на премию «Эмми». Журнал Rolling Stone поместил его на 13-е место в списке величайших басистов всех времен.

## Биография и карьера
Родился в Филадельфии, штат Пенсильвания. После переезда в Нью-Йорк стал сотрудничать с такими известными музыкантами, как Хорас Сильвер, Арт Блэйки, Декстер Гордон.
В начале 70-х также начал сольную карьеру, выпустив несколько альбомов.
Кларк написал музыку к более чем 65 фильмам, в их числе «Перевозчик», «Пассажир 57».

## Дискография

### Сольный исполнитель
- Children Of Forever (1973)
- Stanley Clarke (1974)
- Journey to Love (1975)
- School Days (1976)
- Modern Man (1978)
- I Wanna Play For You (1979)
- Rocks, Pebbles & Sand (1980)
- Let Me Know You (1982)
- Time Exposure (1984)
- Find Out (1985)
- Hideaway (1986)
- If This Bass Could Only Talk (1988)
- Live 1976-1977 (1991)
- Passenger 57 — Music from the Motion Picture (1992)
- The Collection (1992)
- East River Drive (1993)
- At The Movies (1995)
- Bass-ic Collection (1997)
- 1,2 To The Bass (2003)
- The Toys of Men (2007)
- The Stanley Clarke Band (2010)

### Return To Forever
- Return To Forever (1972)
- Light As A Feather (1973)
- Hymn Of The Seventh Galaxy (1973)
- Where Have I Known You Before (1974)
- No Mystery (1975)
- Romantic Warrior (1976)
- Musicmagic (1977)
- Return To Forever Live (1978)
- The Best Of Return to Forever (1980)

### Clarke/Duke Project
- Clarke/Duke Project (1981)
- Clarke/Duke Project II (1983)
- Clarke/Duke Project 3 (1990)
- Live in Montreux, 1988 (1993)